# Hasso Buchrucker
Hasso Buchrucker (* 15. März 1935 in Hannover) ist ein deutscher Jurist und Diplomat. Er war deutscher Botschafter in Mosambik (1982–1985) und Ungarn (1996–2000).

## Leben
Buchrucker wurde 1935 als Sohn des Majors a. D. Bruno Ernst Buchrucker geboren. Von 1953 bis 1961 studierte er Rechtswissenschaften an den Universitäten in Bonn, Berlin, Oxford und München. 1957 erlangte er einen Studienabschluss an der University of Oxford. Es schloss sich eine Lehre zum Bankkaufmann in Madrid an. 1966 legte er sein Assessorexamen in München ab.
Nach seinen Studien 1966 trat er in den höheren Auswärtigen Dienst ein und war nach dem Vorbereitungsdienst zunächst in der Zentrale in Bonn tätig. 1968/69 war er am Deutschen Generalkonsulat New York (USA), von 1969 bis zum UNO-Beitritt 1973 an der „Ständigen Beobachtermission“ der Bundesrepublik bei den Vereinten Nationen und von 1973 bis 1977 an der Deutschen Botschaft Tel Aviv (Israel) tätig. Danach nahm er bis 1978 am Advanced Study Program an der Harvard University in Cambridge, Massachusetts teil. Es folgte eine Verwendung im Auswärtigen Amt in Bonn. Von 1982 bis 1985 war er deutscher Botschafter in Maputo (Mosambik). Im Anschluss war er bis 1990 Referatsleiter in der Personalabteilung. Danach war er im Bundespräsidialamt außenpolitischer Berater der Bundespräsidenten Richard von Weizsäcker und Roman Herzog. Von 1996 bis 2000 war er deutscher Botschafter in Budapest (Ungarn).
Im Jahre 2000 wurde er Ehrenmitglied des Humboldt-Vereins Ungarn.
Buchrucker ehelichte eine geborene von Maltzan und ist Vater von drei Kindern.